# Pandita imitans
Pandita imitans är en fjärilsart som beskrevs av Butler 1883. Pandita imitans ingår i släktet Pandita och familjen praktfjärilar. Inga underarter finns listade i Catalogue of Life.